# Мартинівська сільська рада (Канівський район)
Марти́нівська сільська́ ра́да — адміністративно-територіальна одиниця та орган місцевого самоврядування в Канівському районі Черкаської області. Адміністративний центр — село Мартинівка.

## Загальні відомості
- Населення ради: 1 565 осіб (станом на 2001 рік)

## Населені пункти
Сільській раді підпорядковані населені пункти:
- с. Мартинівка
- с. Дарівка
- с. Ключники

## Склад ради
Рада складається з 18 депутатів та голови.
- Голова ради: Тимошенко Людмила Петрівна
- Секретар ради: Плохута Світлана Володимирівна

### Керівний склад попередніх скликань
| Прізвище, ім'я, по батькові | Основні відомості                                                         | Дата обрання | Дата звільнення |
| --------------------------- | ------------------------------------------------------------------------- | ------------ | --------------- |
| Тимошенко Людмила Петрівна  | Сільський голова, 1969 року народження, освіта вища, член Народної партії | 26.03.2006   | 31.10.2010      |
| Тимошенко Людмила Петрівна  | Сільський голова, 1969 року народження, освіта вища, член Партії регіонів | 31.10.2010   |                 |

Примітка: таблиця складена за даними сайту Верховної Ради України

### Депутати
За результатами місцевих виборів 2010 року депутатами ради стали:

#### За суб'єктами висування
| Суб'єкт висування                 | Кількість обраних депутатів | %    |
| --------------------------------- | --------------------------- | ---- |
| Самовисування                     | 12                          | 66,7 |
| Комуністична партія України       | 3                           | 16,7 |
| Політична партія «Сильна Україна» | 3                           | 16,7 |

#### За округами
| № округу                          | Прізвище, ім'я, по батькові    | Дата визнання обраним | Освіта             | Партійна приналежність                  | Відомості про обраного депутата                    |
| --------------------------------- | ------------------------------ | --------------------- | ------------------ | --------------------------------------- | -------------------------------------------------- |
| Комуністична партія України       |                                |                       |                    |                                         |                                                    |
| 1                                 | Слива Валентина Василівна      | 04.11.2010            | середня            | член Комуністичної партії України       | Мартинівська с/р, бухгалтер                        |
| 6                                 | Кубник Галина Олексіївна       | 04.11.2010            | середня            | член Комуністичної партії України       | Мартинівська с/р, секретар                         |
| 15                                | Коляда Тетяна Павлівна         | 04.11.2010            | середня            | член Комуністичної партії України       | Мартинівська с/р, бухгалтер                        |
| Політична партія «Сильна Україна» |                                |                       |                    |                                         |                                                    |
| 10                                | Падалка Віктор Антонович       | 04.11.2010            | вища               | член Політичної партії «Сильна Україна» | Фермерське господарство «Лан Віт», голова          |
| 11                                | Слива Олена Петрівна           | 04.11.2010            | середня            | член Політичної партії «Сильна Україна» | ПП Хижняк, продавець                               |
| 18                                | Гаряча Наталія Василівна       | 04.11.2010            | середня            | член Політичної партії «Сильна Україна» | тимчасово не працює                                |
| Самовисування                     |                                |                       |                    |                                         |                                                    |
| 2                                 | Шевченко Тетяна Анатоліївна    | 04.11.2010            | вища               | член Політичної партії «Сильна Україна» | Мартинівський НВК, лаборант                        |
| 3                                 | Коваль Олена Олександрівна     | 04.11.2010            | середня спеціальна | член Партії регіонів                    | тимчасово не працює                                |
| 4                                 | Прохоров Віталій Васильович    | 04.11.2010            | вища               | член Партії регіонів                    | Мартинівський НВК, вчитель                         |
| 5                                 | Костенко Тетяна Петрівна       | 04.11.2010            | середня спеціальна | член Партії регіонів                    | Мартинівська лікарська амбулаторія, фельдшер       |
| 7                                 | Потужній Микола Олександрович  | 04.11.2010            | середня            | член Партії регіонів                    | Фермерське підприємство «Беркут», голова           |
| 8                                 | Плохута Світлана Володимирівна | 04.11.2010            | вища               | член Партії регіонів                    | Мартинівська с/р, секретар                         |
| 9                                 | Гвоздик Лідія Іванівна         | 04.11.2010            | вища               | член Партії регіонів                    | Мартинівська с/р, землевпорядник                   |
| 12                                | Вілічко Ольга Іванівна         | 04.11.2010            | середня            | член Партії регіонів                    | тимчасово не працює                                |
| 13                                | Будник Володимир Володимирович | 04.11.2010            | середня            | член Партії регіонів                    | тимчасово не працює                                |
| 14                                | Приходченко Марія Іванівна     | 04.11.2010            | середня            | член Партії регіонів                    | Мартинівська лікарська амбулаторія, медична сестра |
| 16                                | Сисько Віктор Павлович         | 04.11.2010            | середня            | член Партії регіонів                    | «Миронівська птахофабрика», водій                  |
| 17                                | Голуб Іван Васильович          | 04.11.2010            | середня            | член Партії регіонів                    | тимчасово не працює                                |

## Природно-заповідний фонд
На землях сільради розташовано гідрологічний заказник місцевого значення Мартинівський.